# バイカル (企業)
バイカル（英語: Baykar）はトルコの軍需企業。無人航空機、C4Iシステムおよび人工知能の開発を専門としている。

## 名称
バイカル（Baykar）は「バイラクタル兄弟」を意味するBayraktar Kardeşlerのかばん語である。以前はBaykar Teknoloji (Baykar Technology)およびBaykar Makina Sanayi ve Ticaret A.Ş. (Baykar Machine Industry and Trade Inc.)という名称であった。

## 歴史
1984年、オズデミル・バイラクタル（Özdemir Bayraktar）がバイカル・マキナ（Baykar Makina）社という名称で創業した。当時はCNC精密加工のサプライヤーの下請け業者で、エンジンやポンプ、スペアパーツなどの自動車用部品を国産化することが当時の目標であった。その経緯により、Baykarは100%トルコ国内資本のエンジニアリング企業である。
航空部門の発展に伴い、2000年代に入ると無人航空機（UAV）の生産を行うようになった。Bayraktar Mini UAVは純然たるトルコ国内資本によって生産された最初のUAV製品で、トルコ軍は同製品を2007年に導入した。UAVのために研究開発活動を行うようになったバイカルは、同分野における先進的な生産を実現した。サブシステムも生産することにより、トルコの防衛産業が成長し、バイカル製ドローンを含む武器の輸出を開始するにつれて、技術的な支援を提供できるようになった。
同社のUAV製品群としてTactical UAS (バイラクタル TB1）、バイラクタル TB2、バイラクタル・アキンジなどが挙げられる。また、同社はCezeriと呼ばれる重量230kgほどの空飛ぶクルマも開発中であり、2020年9月にイスタンブールにて10mほど浮上する実験が行われた。

### ナゴルノ・カラバフ紛争の影響
2020年ナゴルノ・カラバフ紛争において、アゼルバイジャン共和国軍によってバイカルのUAVが使用されたことにより、バイカルが部品の調達先としていた外国企業からボイコットが発生した。紛争以前、同社のドローン製造はオーストリアのロータックス社のエンジン、イギリスのAndair社の燃料システム、EDO社のミサイルラック、カナダのWescam社あるいはドイツのウェスカム社に由来する光エレクトロニクス技術に依存していた。
2020年10月、カナダ外務省によってWescamの光学機器・センサの輸出が禁止された。ロータックス社の親会社であるカナダのボンバルディア社も、娯楽用小型航空機向けエンジンの軍事転用を認識し、エンジン輸出を中止した。2021年1月には、Andair社もバイカル社への製品販売を停止したことを発表した
。
トルコの産業界は一連のボイコットに対して、PD170モーター（トルコ航空宇宙産業製）、光学カメラ（アセルサンCATS system製）、燃料バルブ（アセルサン製）といった国産代替品をバイカル社に提供した。

### ウクライナ戦争におけるバイカル社UAV
2021年、ウクライナ軍はバイラクタル TB2を導入し、ドンバス戦争において初めて使用した。
ロシアによるウクライナ侵攻が始まった2022年、リトアニアやウクライナで人民のバイラクタル運動が開始された。募金によって6億フリヴニャを超える資金が集まった。バイカル社はこの動きを受けて、募金額で賄える数のバイラクタル TB2を無償で提供し、人々の募金は人道支援に用いるように促した。
2025年3月6日、バイカル社はイタリアのレオナルド社と、無人航空機の技術開発に関する合弁事業を設立することに合意した。

## 主要人物
オズデミル・バイラクタルが死去するまで、オズデミルとその息子であるセルチュクとハルクによって会社は運営されていた。

### オズデミル・バイラクタル（Özdemir Bayraktar）
バイカル社の上級（シニア）機械エンジニアかつ取締役会長だったオズデミル・バイラクタルは、1972年にイスタンブール工科大学の機械工学科を卒業した。その後、内燃機関を専門としてエンジン学科（Department of Engines）で修士号を取得した。オズデミルはトルコの産業界において主導的な役割を果たした多くの企業（Burdur Tractors、Istanbul Retaining Ring Uzelなど）で役職に就いていた。1984年、当時輸入依存度が高かった自動車産業を土着化するため、バイカル・マキナの設立に参画した。バイカルにおいては、精密加工分野向けの多くの独自の機械加工および製造装置の設計プロセスを指揮した。
2004年には分野を移し、当時マサチューセッツ工科大学で無人航空機（UAV）の分野で博士号の取得を目指していた息子のセルチュクと共に無人航空機の製作を行うようになった。
その後、オズデミルはバイカルにおけるUAV開発における先駆的な役割を果たすようになり、設計からプロトタイプ、そして製造段階からさらなる研究開発に至るまで、これらのプロジェクトを実施した。また、オズデミルは自家用操縦士の資格も保有していた。
ジュムフリエット紙によると、オズデミルは宗教的には保守的であった。当時、敬虔な宗教団体と軍の間では関係が良好ではなかったにもかかわらず、オズデミルは数人の軍関係者との交友関係があり、1990年代後半にはトルコ軍のプロジェクトも実施していた。
2021年4月、アゼルバイジャンのイルハム・アリエフ大統領から、バイラクタルTB2による「アルメニア占領からのカラバフ解放に対する貢献」として、カラバフ勲章を授与された。
2021年10月18日にイスタンブールで死去した。享年72歳であった。

### セルチュク・バイラクタル（Selçuk Bayraktar）
セルチュク・バイラクタルはバイカルの最高技術責任者である。1979年にイスタンブールで生まれ、名門校のロバート・カレッジをからイスタンブール工科大学に進学し、電気工学を専攻して2002年に卒業した。その後、ペンシルベニア大学でインターンシップを行い、その後同大学で工学の修士号を取得した。さらにセルチュクは研究を続け、マサチューセッツ工科大学で無人ヘリコプターシステムの研究を行った。Aggressive landing maneuvers for unmanned aerial vehicles（無人航空機の積極的な着陸マニューバー）という論文で2006年に修士号を取得し、2007年に博士課程を短縮し、バイカルで働くためにトルコに戻った。
セルチュクは2005年にトルコ当局に対して無人機技術への投資を呼びかけた。この際「もしトルコが無人機を支援すれば、5年以内には容易にこの分野で世界の最前線に立てるだろう」と語っている。セルチュクは、エルドアン大統領が「アンカラの急速に発展する"地方および国家"防衛部門」と呼んでいるものの先駆者として評価されている。
2016年にエルドアンの娘であるシュメイイェ・エルドアンと結婚した。

### ハルク・バイラクタル（Haluk Bayraktar）
バイカルのCEO兼ゼネラルマネージャーであるハルク・バイラクタルは、2000年に中東工科大学において経営工学の学士号を収録し、2002年にコロンビア大学で同分野の修士号を取得した。2004年にはボアズィチ大学で博士課程（経営学）の研究を開始した。同時期より、エンジニアマネージャーとして国産かつ独自のUAVシステムの開発に従事し、概念設計、プロトタイプ、テスト、生産、訓練、ビジネス段階に携わった。2018年にはSAHA Istanbul Defense and Aviation Clusterの理事会会長および同年のトルコ科学技術研究会議メンバーに選出された.。

## 製品

### バイラクタルシリーズ（UAV）
- バイラクタル Mini UAV（英語版）
- バイラクタル TB1
- バイラクタル TB2
- バイラクタル TB3
- バイラクタル アクンジュ
- バイラクタル クズルエルマ
- バイラクタル VTOL（英語版）

### その他
- Baykar Cezeri（英語版） - 空飛ぶクルマ

バイカルの製品
- バイラクタル Mini UAV
- バイラクタル TB2
- バイラクタル アクンジュ
- バイラクタル クズルエルマ
- Baykar Cezeri